# Нейъми Хортън
Нейъми Хортън (на английски: Naomi Horton) е канадска писателка на произведения в жанра съвременен любовен роман и романтичен трилър.

## Биография и творчество
Нейъми Хортън е родена в Алберта, Канада. Учи инженерни технологии.
През 1989-1990 писателката е удостоена с награда за цялостно творчество от списание Romantic Times” за нейните романтични трилъри. През 1997 г. е удостоена с литературната награда „РИТА“ за най-добър съвременен романс за „Wild Blood“ от Асоциацията на писателите на романси на Америка.
Сътрудничи на писателката Ванеса Грант (Ванеса Олтман) за написването на документалната книга „Writing Romance“.
Нейъми Хортън живее в Нанаймо, Британска Колумбия, Канада.

## Произведения

### Самостоятелни романи
- Risk Factor (1984)
- Да сътвориш мечта, Dream Builder (1984)
- River of Dreams (1985)
- Split Images (1986)
- Star Light, Star Bright (1986)
- Тайната на червенокосата, Lady Liberty (1986)
- No Walls Between Us (1987)
- Формулата на любовта, Pure Chemistry (1987)
- Crossfire (1988)
- Опасен капан, A Dangerous Kind of Man (1989)
- Идеалният мъж, The Ideal Man (1989)
- Strangers No More (1990)
- In Safe Keeping (1990)
- Cat's Play (1990)
- No Lies Between Us (1991)
- Dangerous Stranger (1992)
- McConnell's Bride (1992)
- Сделка с любовта, Chastity's Pirate (1993)
- Hell on Wheels (1993)
- Born to Be Bad (1993)
- What Are Friends For? (1994)

### Серия „Диви сърца“ (Wild Hearts)
1. Wild Blood (1996) – награда „РИТА“ за най-добър съвременен романс
2. Wild Ways (2000)

### Участие в общи серии с други писатели

#### Серия „Мъж на месеца“ (Man of the Month)
- McAllister's Lady (1991)

от серията има още 86 романа от различни автори

### Сборници
- Daddy's Home (1993) – с Мери Лин Бакстър и Кристин Джеймс (Кандис Камп)
- Outlaws and Lovers (1996) – с Катлийн Корбел и Емили Ричардс